# Quận Storey, Nevada
Quận Storey là một quận thuộc tiểu bang Nevada, Hoa Kỳ.

## Địa lý
Theo Cục điều tra dân số Hoa Kỳ, quận có tổng diện tích 264 dặm vuông (683 km ²), trong đó 263 dặm vuông (682 km ²) là đất và 0 dặm vuông (1 km ²) (0,13%) là mặt nước.

### Các quận lân cận
- Quận Washoe, Nevada - phía bắc, phía tây
- Quận Lyon - nam, đông
- Carson City, Nevada - một phần rất nhỏ biên giới phía tây nam

## Nhân khẩu
Theo điều tra dân số 2 năm 2000, quận đã có dân số 3.399 người, 1.462 hộ gia đình, và 969 gia đình sống trong quận hạt. Mật độ dân số là 13 người trên một dặm vuông (5/km ²). Có 1.596 đơn vị nhà ở mật độ trung bình của 6 trên một dặm vuông (2/km ²). Cơ cấu chủng tộc của dân cư quận gồm 93,00% người da trắng, 0,29% da đen hay Mỹ gốc Phi, 1,44% người Mỹ bản xứ, 1,00% châu Á, Thái Bình Dương 0,15%, 1,68% từ các chủng tộc khác, và 2,44% từ hai hoặc nhiều chủng tộc. 5,12% dân số là người Hispanic hay Latino thuộc một chủng tộc nào.
Có 1.462 hộ, trong đó 21,80% có trẻ em dưới 18 tuổi sống chung với họ, 54,60% là đôi vợ chồng sống với nhau, 7,50% có một chủ hộ nữ và không có chồng, và 33,70% là các gia đình không. 25,60% hộ gia đình đã được tạo ra từ các cá nhân và 6,90% có người sống một mình 65 tuổi hoặc lớn tuổi hơn là người. Cỡ hộ trung bình là 2,32 và cỡ gia đình trung bình là 2,74.
Trong quận, độ tuổi dân cư với 19,70% dưới độ tuổi 18, 4,70% 18-24, 26,80% 25-44, 35,70% từ 45 đến 64, và 13,10% từ 65 tuổi trở lên đã được những người. Độ tuổi trung bình là 44 năm. Đối với mỗi 100 nữ có 107,60 nam giới. Đối với mỗi 100 nữ 18 tuổi trở lên, đã có 103,10 nam giới.
Thu nhập trung bình cho một hộ gia đình trong quận đã được $ 45.490, và thu nhập trung bình cho một gia đình là $ 57.095. Phái nam có thu nhập trung bình $ 40.123 so với 26.417 Mỹ kim của phái nữ. Các bình quân đầu người thu nhập cho quận là 23.642 $. 5,80% dân số và 2,50% của các gia đình sống dưới mức nghèo khổ. Trong tổng số người dân sống trong nghèo đói, 4,20% là ở độ tuổi dưới 18 và 4,80% là từ 65 tuổi trở lên.